# تون (سوئیس)
شهر تون  در بخش تون در ایالت برن در کشور سوئیس واقع شده‌است که ۴۰۰۰۰ نفر جمعیت دارد.

## نگارخانه

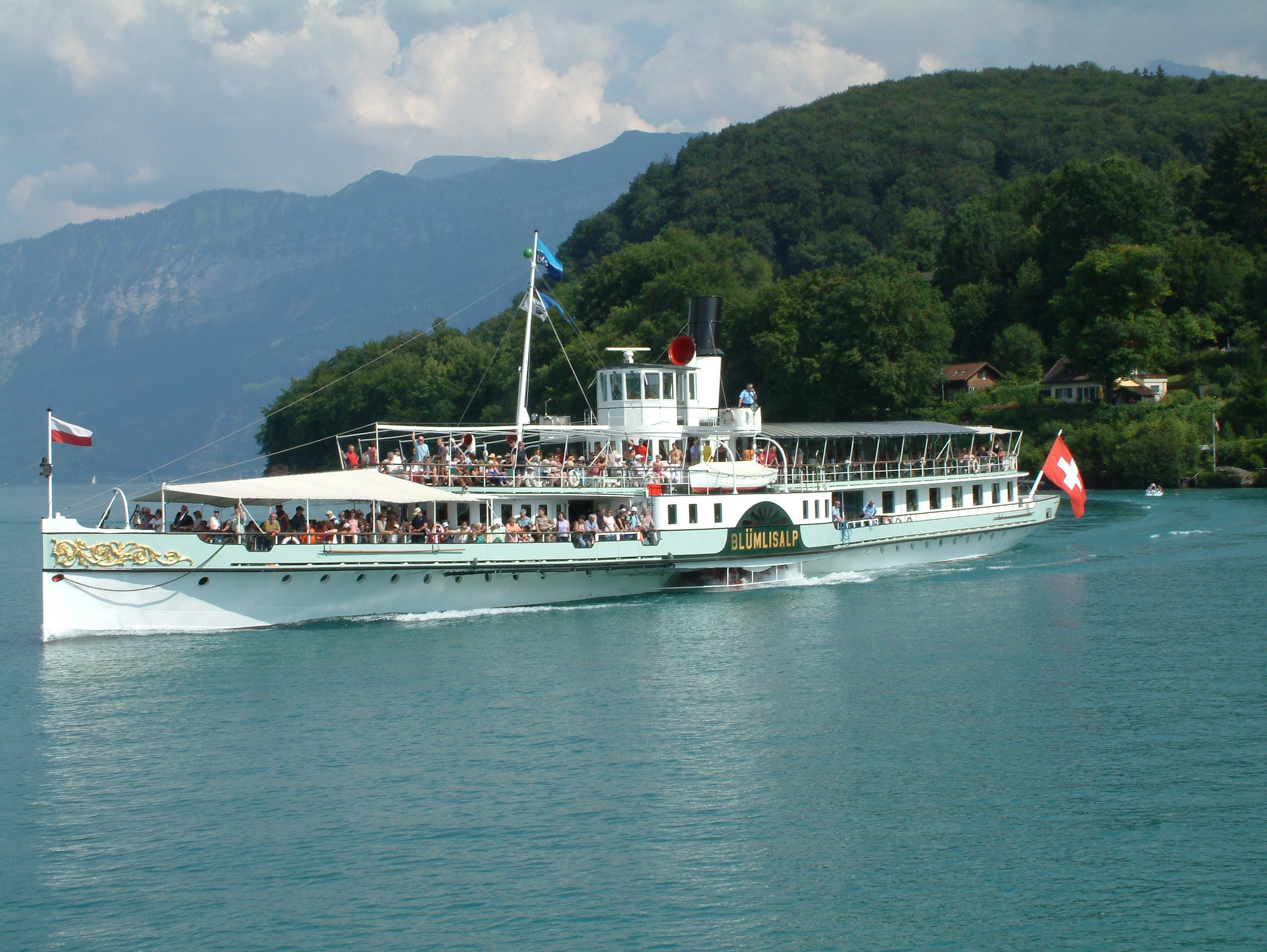
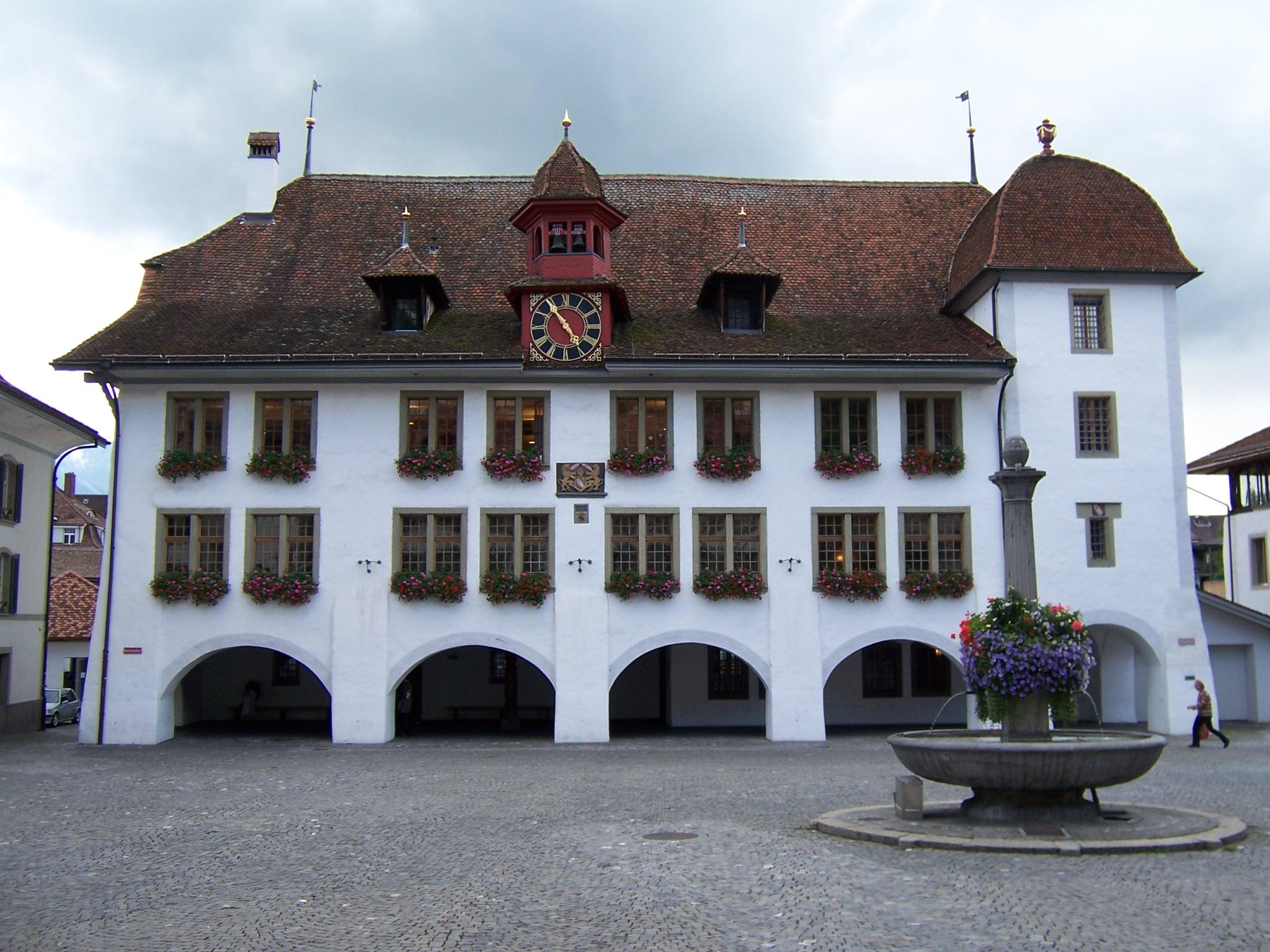
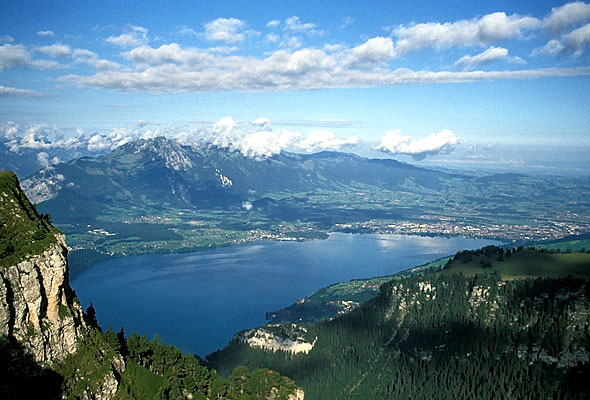
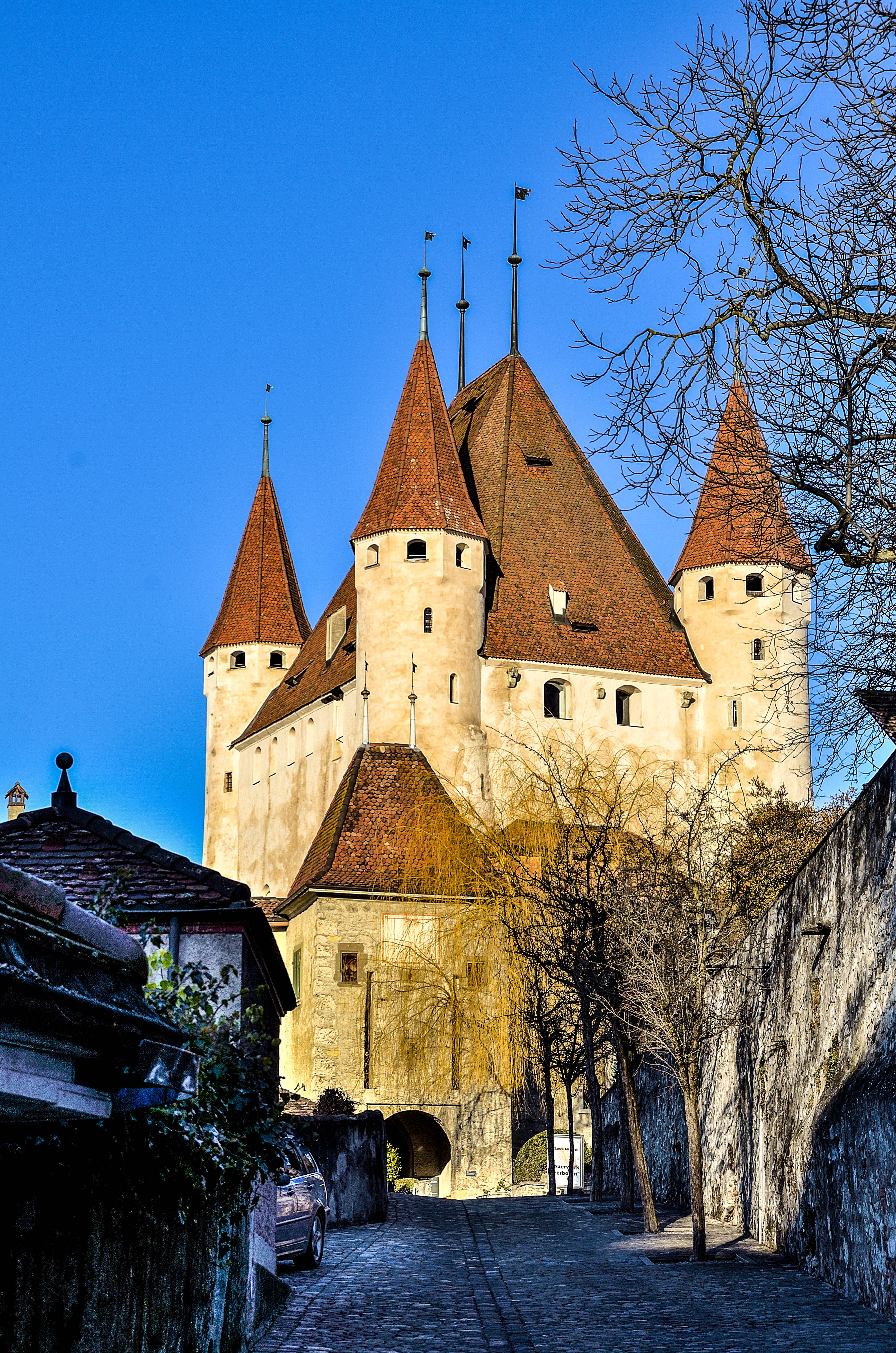
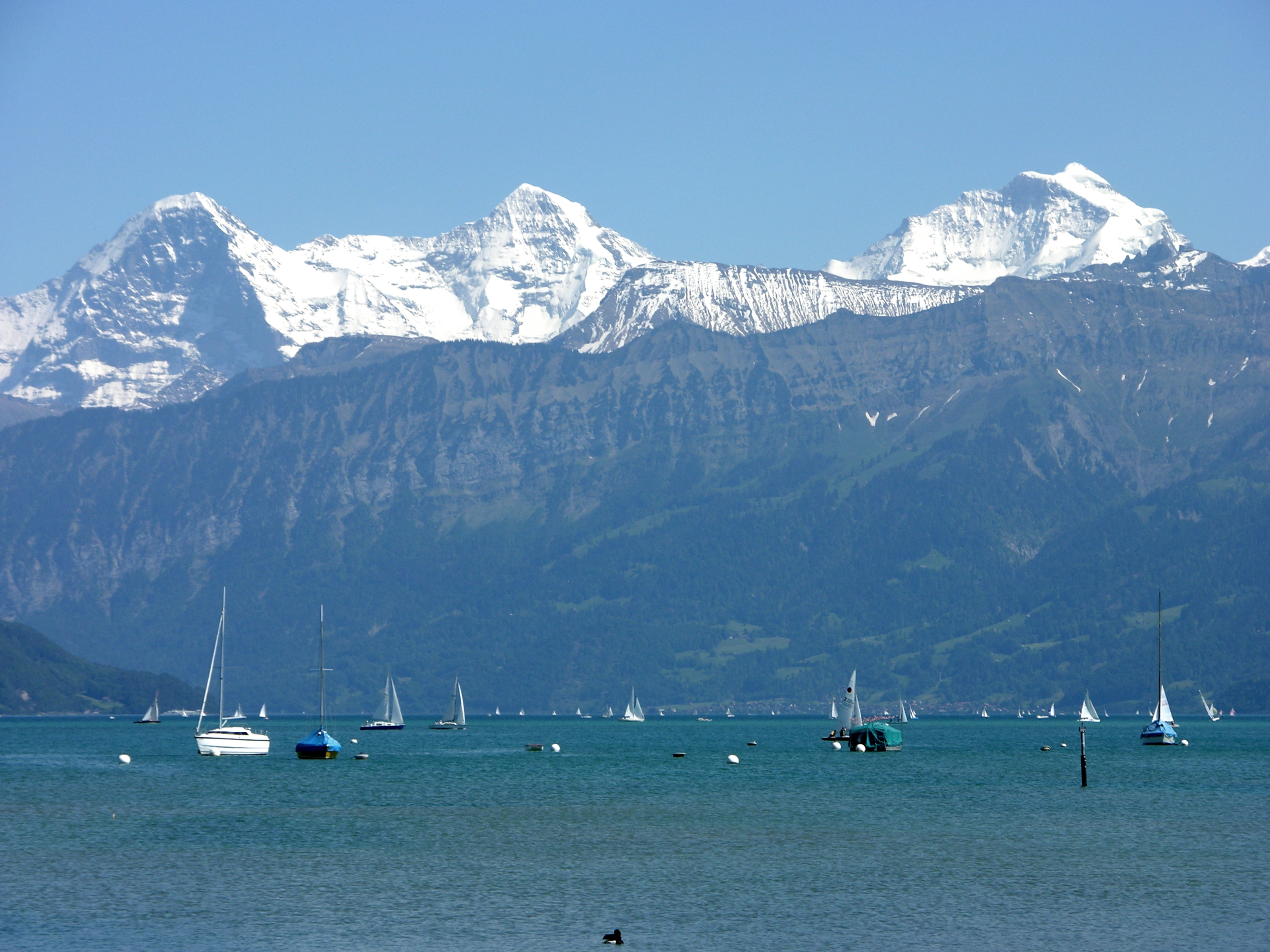
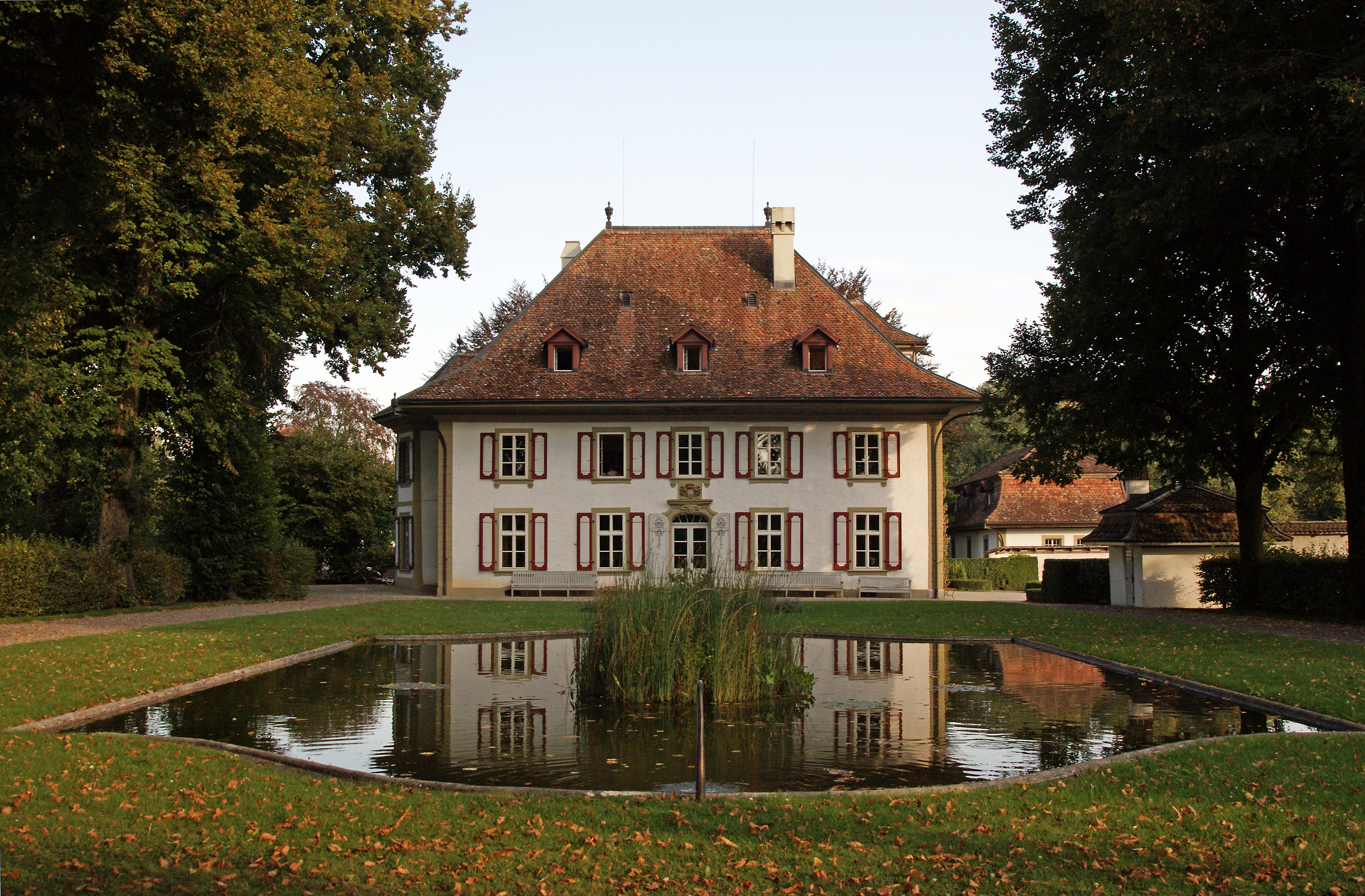